# Südwestkirchhof Stahnsdorf

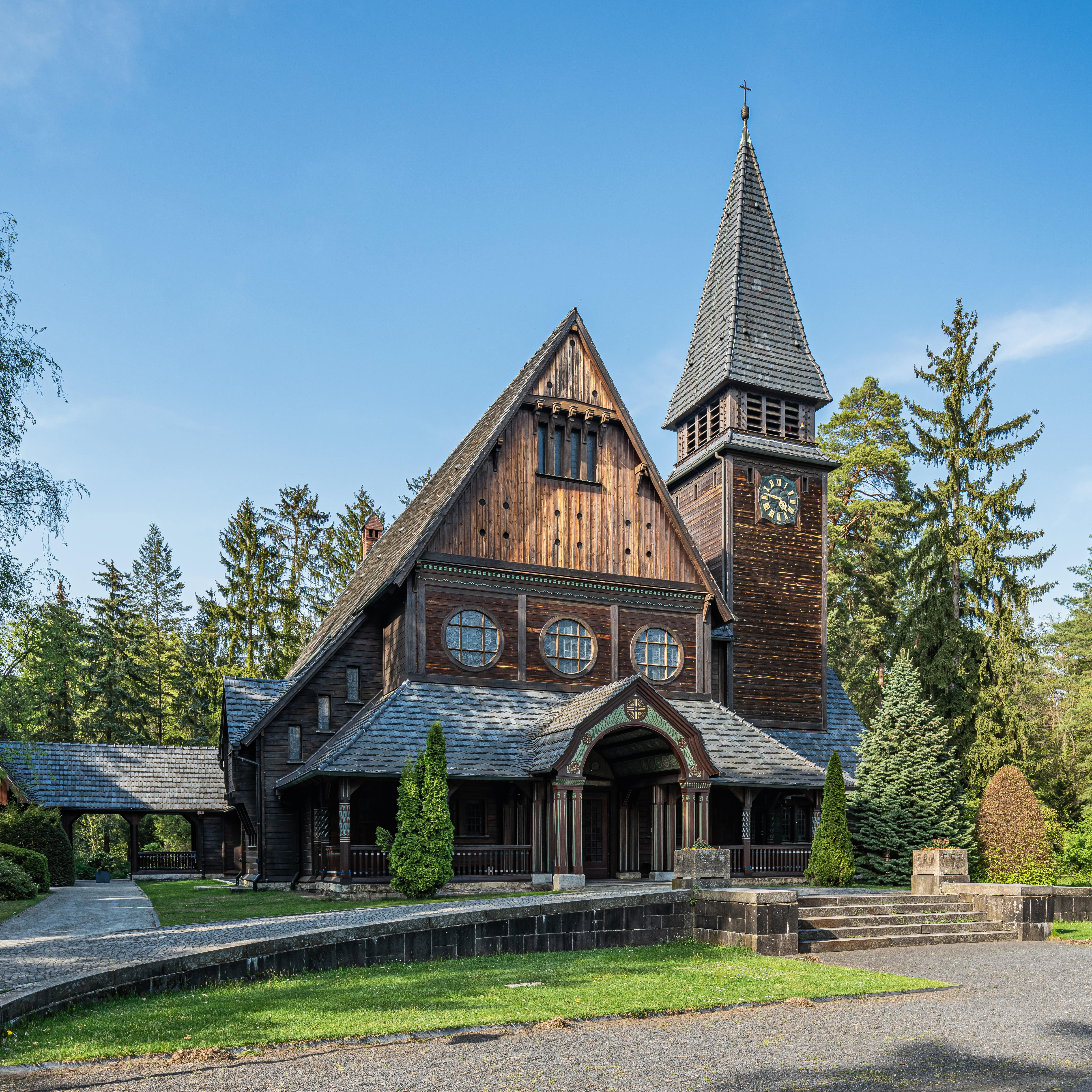
Ingang van de begraafplaats

Het Südwestkirchhof Stahnsdorf is een in 1909 geopende begraafplaats ten oosten van het dorpscentrum van Stahnsdorf in de Duitse deelstaat Brandenburg. Het kerkhof is, met een oppervlakte van 206 hectare, de tiende begraafplaats ter wereld en, na het Friedhof Ohlsdorf, het op een na grootste van Duitsland.
In de gemeente bevindt zich ook de Russische militaire begraafplaats in Güterfelde.

## Oorlogsgraven
Op de begraafplaats liggen 1176 graven van slachtoffers van het Britse Gemenebest die omgekomen zijn tijdens de Eerste Wereldoorlog. Deze militaire graven worden onderhouden door de Commonwealth War Graves Commission, die de begraafplaats geregistreerd heeft als Berlin South-Western Cemetery.